# Малик (ангел)
Ма́лик (араб. مالك‎) в исламской ангелологии — ангел ада (джаханнам), охраняющий адское пламя вместе с 18 другими ангелами ада, которых называют аз-Забания (араб. الزبانية‎). В Коране ангел Малик упоминается в 77 аяте суры Аз-Зухруф

Отчаявшись в облегчении мучительного наказания, грешники воззовут к Малику — стражу огня, говоря:
 «Попроси твоего Господа послать нам кончину, чтобы мы избавились от ужасов адского огня».
 А Малик им ответит: «Вы вечно пребудете в адской муке».
—  43:77 (Аль-Азхар)
Малик является предводителем 19 ангелов — стражей Ада, называемых аз-Забания.

Их (ангелов) над ней — девятнадцать. ۝ 
Стражами Огня мы сделали только ангелов, а количество их сделали искушением для неверующих—  74:30, 31 (аль-Муддассир)
Согласно исламскому преданию, пророк Мухаммад был вознесён на небеса, где ему показали рай (джаннат) и ад (джаханнам), и там он увидел ангела Малика и адские муки грешников. В самом Коране нет никаких подробностей об этом ангеле. Так же сообщается, что во время вознесения все ангелы поприветствовали посланника, за исключением Малика, который даже ни разу не улыбнулся. Считается, что страж ада никогда не улыбался, со времен своего создания, что и не удивительно, учитывая ту роль, которую ему отвел Всевышний.
В сборнике хадисов аль-Бухари рассказывается о том, что пророк Мухаммад в ночь вознесения (мирадж) видел ангела Малика.

Передают со слов Ибн ‘Аббаса, да будет доволен Аллах ими обоими, что (однажды) пророк, да благословит его Аллах и приветствует, сказал: В ту ночь, когда я был вознесён (на небо), среди знамений, показанных мне Аллахом, я увидел Мусу (в образе) смуглого, высокого и курчавого человека, будто был он одним из людей (племени) шану’а, и я увидел ’Ису (в образе человека) среднего роста и телосложения, (который был) румяным и белокожим и имел прямые волосы, и я увидел Малика, стража ада, и я увидел Антихриста", (а затем пророк, да благословит его Аллах и приветствует, прочитал следующий аят): "Так не сомневайся же во встрече с Ним!